# Henry Lewis
Henry Jay Lewis (Los Angeles, 16 ottobre 1932 – New York, 26 gennaio 1996) è stato un contrabbassista e direttore d'orchestra statunitense afroamericano. All'età di 16 anni entrò nella Los Angeles Philharmonic Orchestra, diventando il primo strumentista afroamericano in una grande orchestra sinfonica.

## Biografia
Originario di Los Angeles, in California, Lewis frequentò la University of Southern California e all'età di 16 anni entrò nella Los Angeles Philharmonic Orchestra, diventando il primo strumentista di colore in una grande orchestra sinfonica. Dopo sei anni come contrabbassista con la Los Angeles Philharmonic Orchestra, suonò il contrabbasso e diresse la Seventh Army Symphony Orchestra, situata a Stoccarda, Germania e nei Paesi Bassi mentre prestava servizio nelle Forze Armate degli Stati Uniti (1955-1956).

## Carriera
Nel 1961 Lewis ottenne il riconoscimento nazionale quando fu nominato assistente direttore d'orchestra della Los Angeles Philharmonic Orchestra sotto la direzione di Zubin Mehta, un incarico che tenne dal 1961 al 1965. Nel 1963 viaggiò con la sua orchestra in Europa sotto l'egida del Dipartimento di Stato. Nel 1968, dopo essere tornato negli Stati Uniti, Lewis fondò la Los Angeles Chamber Orchestra. Divenne anche direttore d'orchestra e direttore musicale della New Jersey Symphony Orchestra, trasformando il gruppo da un piccolo gruppo comunitario in un'orchestra riconosciuta a livello nazionale. Fu il primo afroamericano a dirigere una grande orchestra sinfonica. Fece il suo debutto alla Metropolitan Opera nel 1972 e dopo essersi ritirato dalla New Jersey Symphony nel 1976, fece una tournée come direttore ospite in tutti i principali teatri d'opera. Dal 1989 al 1991, quando gli successe Kees Bakels, fu direttore principale della Orchestra Sinfonica Radiofonica Olandese.

## Vita privata
Dal 1960 al 1979 Lewis fu sposato con la cantante d'opera Marilyn Horne, che spesso gli dava merito di avere contribuito al suo primo sviluppo come cantante. Vivevano insieme a Echo Park, in California e avevano una figlia, Angela.

## Morte
Lewis morì a causa di un infarto nel 1996, all'età di 63 anni. Gli sono sopravvissute sua figlia, Angela la sua ex-moglie (e madre di Angela), Marilyn Horne.